# Wulf Köpke (Ethnologe)
Wulf-Dietrich Köpke (* 1952 in Düsseldorf) ist ein deutscher Ethnologe. Nach verschiedenen Tätigkeiten am Museum für Völkerkunde Berlin (heute Ethnologisches Museum Berlin) war er von 1992 bis 2016 Direktor des Museums für Völkerkunde, heute MARKK, Museum am Rothenbaum. 2016 gründete er an der Akademie der Polizei Hamburg das Institut für Transkulturelle Kompetenz (ITK), das er bis 2020 leitete. Köpke gilt als Spezialist für migrantische Gemeinschaften in Deutschland.

## Leben
Ab 1971 studierte Wulf Köpke am Institut für Ethnologie der Freien Universität Berlin (FU) bei Wolfgang Rudolph, sowie Musikethnologie, Altamerikanistik, Südosteuropäische Geschichte und Niederländisch. 1984 schloss er das Studium mit einer Promotion zum „Dr. Phil.“ ab, seine Dissertation behandelte die Thematik Töpferöfen im westlichen Mittelmeergebiet.
Von 1973 bis 1976 war er Werkstudent in der Abt. Europa des Museums für Völkerkunde Berlin, heute Ethnologisches Museum Berlin SPK, 1976–1984 Freier Mitarbeiter im Bereich Museumspädagogik im Museum für Völkerkunde und im Museum für Deutsche Volkskunde Berlin, heute Museum Europäischer Kulturen MEK. Er hielt Seminare zu den Themen „Dritte Welt“ und „Entwicklungshilfe“ in der Erwachsenenbildung, machte Kulturarbeit mit Migrantengruppen in Zusammenarbeit mit der AWO. Ihm oblag die wissenschaftliche Bearbeitung der ethnographischen Sammlungen der Gipsformerei der Staatlichen Museen Preußischer Kulturbesitz Berlin.

### Museum für Völkerkunde Berlin SMPK
1985/1986 arbeitete Wulf Köpke als wissenschaftlicher Volontär in der Abteilung Südasien des Museums für Völkerkunde Berlin SMPK. In dieser Zeit führte er eine mehrmonatige Forschungs- und Sammelreise in Südindien durch. Ende 1986 übernahm er die Leitung der Europaabteilung. Diese kleinste Abteilung des Museums verfügte über keine eigene Ausstellungsfläche. Köpke baute daher die Sammlung zu einer auch konservatorisch angemessenen Schausammlung aus, die zumindest Führungen möglich machte.
Wulf Köpke legte der Generaldirektion der Stiftung Preußischer Kulturbesitz erste Pläne vor, die letztlich zur Gründung des heutigen Museums Europäischer Kulturen führten.

### Museum für Völkerkunde Hamburg

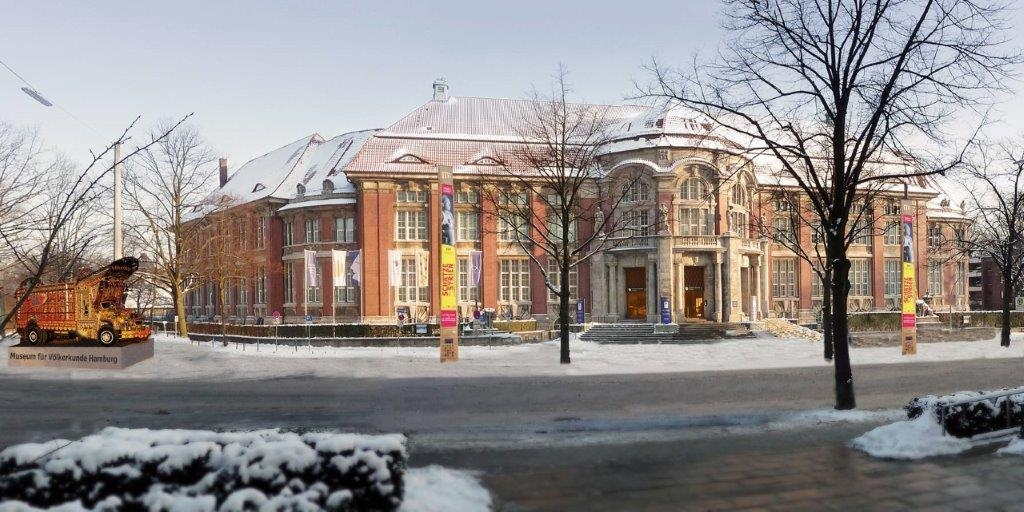
Völkerkundemuseum Hamburg Pakistanexpress vor dem Museum 1996

Im April 1992 übernahm Wulf Köpke die Leitung des Museums für Völkerkunde Hamburg, heute Museum am Rothenbaum. Unter Köpkes Leitung wurde das Gebäude komplett renoviert und die Magazinfläche erweitert. Erstmals seit Bestehen des Museums konnte auch das Fotoarchiv mit seinen über 450.000 Fotografien konservatorisch angemessen untergebracht und in vollem Umfang zugänglich gemacht werden.
Nach der Umwandlung der staatlichen Museen in „Stiftungen öffentlichen Rechts“ war Köpke ab 1999 der erste Direktor der Stiftung Museum für Völkerkunde.

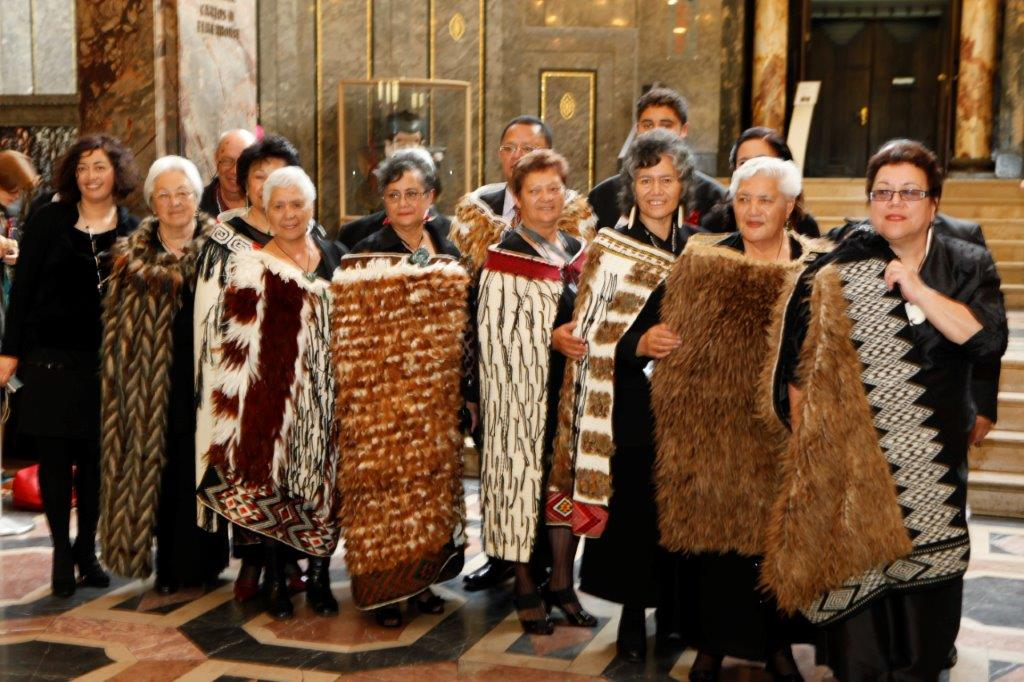
Eröffnungszeremonie des Hauses Rauru im Hamburger Völkerkundemuseum, 2012

### Institut für Transkulturelle Kompetenz (ITK) an der Akademie der Polizei Hamburg
Seit 1996 führte Wulf Köpke, vermittelt durch die damalige Kultursenatorin Christina Weiss, erfolgreich interkulturelle Seminare für die Hamburger Polizei durch. Angesichts der gestiegenen Zahl von Geflüchteten bat ihn die Polizei 2015, vollständig in ihren Dienst zu wechseln. Gemeinsam mit Thomas Model, dem Leiter der Akademie der Polizei Hamburg, gründete Wulf Köpke im selben Jahr das Institut für Transkulturelle Kompetenz an der Akademie der Polizei (ITK). Anfang 2016 wechselte er dann vollständig an die Akademie und leitete sie bis zum Antritt seines Ruhestandes im Jahr 2020. Ziel des Instituts ist es, das Verhältnis zwischen Polizisten und Migranten kontinuierlich zu verbessern.

### Konsul der Republik Palau
Seit 2018 ist Wulf Köpke Honorarkonsul für den pazifischen Inselstaat Palau. Sein Zuständigkeitsbereich umfasst ganz Deutschland.

### Tätigkeiten nach 2020
Seit seiner Pensionierung Mitte 2020 ist Wulf Köpke mit dem Publizieren seiner Forschungsergebnisse beschäftigt.

## Feldforschung (Auswahl)
- 1972–1997: (insgesamt 15 Monate) in Spanien: Traditionelle Töpferei
- 1972–2016: (insgesamt 17 Monate) in Portugal: Untersuchungen zur dörflichen Kultur, Migrationsgeschichte
- 1975: (sechs Monate) in der Türkei: Studien zum dörflichen Handwerk
- 1986, 2007: (vier Monate) in Indien: Städtische Alltagskultur und traditionelles Handwerk in Tamil Nadu und im südlichen Andra Pradesh
- 2010–2015: (3 Monate) in Kabardino-Balkarien (Russ. Föderation): Völkermord an den Tscherkessen und die heutige Kultur der Tscherkessen
- 2010–2015: (10 Monate) „Afrikaner in Hamburg“
- 2013/2014: (2 Monate) Aktuelle Kultur der Te Arawa-Maori/Neuseeland

Daneben zwischen 1992 und 2020 zahlreiche kleinere Feldstudien zur Kultur verschiedener Migrantengruppen in Hamburg und Norddeutschland (v. a. Abchasen, Bosnier, Brasilianer, Ecuadorianer, Guatemalteken, Inder, Indonesier, Japaner, Koreaner, Mexikaner, Portugiesen, Schweden, Senegalesische Sufis, Tibeter, Tunesier und Türken).

## Mitgliedschaften (Auswahl)
- Gründungsmitglied der EEMDG (European Museums Director’s Group)
- Gründungsmitglied des Vereins südostEuropa Kultur e. V. Berlin
- Pazifik Netzwerk

## Schriften (Auswahl)

### Herausgeberschaft
- 1995: Kunstkörper – Körperkunst. Drei Zugänge zur Kunst: 1. Bemalte Körper – Bemalte Häuser. – 2. Der Stamm der Weißen Krieger. – 3. Gemaltes Land. Hamburg. (o. ISBN)
- 1995: Verborgene Schätze. Neues, Kostbares und Besonderes aus den eigenen Sammlungen. (o. ISBN)
- 1995: Kunst MuseumVölkerkunde. Beiträge zu einer aktuellen Debatte. Texte von 1995 bis 2000. Hamburg. (o. ISBN)

mit Bernd Schmelz
- 1999: Das gemeinsame Haus Europa. Handbuch zur europäischen Kulturgeschichte. München, ISBN 3-423-30722-6.
- 2001: Schamanismus, Voodoo, Besessenheit. (= Mitteilungen aus dem Museum für Völkerkunde. Neue Folge, Bd 28, 1998.) Bonn, ISBN 3-86097-464-5.
- 2001: Hexenwelten (= Mitteilungen aus dem Museum für Völkerkunde. Neue Folge Bd 31, 2001.) Bonn, ISBN 3-86097-466-1.
- 2002: Ein Dach für alle Kulturen. Das Museum für Völkerkunde Hamburg. Hamburg. (o. ISBN)
- 2002: Fiesta Latina. Lateinamerikanische Feste und Festbräuche. Bonn, ISBN 3-89144-338-2.
- 2003: Hamburg:Südsee. Expedition ins Paradies (= Mitteilungen aus dem Museum für Völkerkunde Hamburg. Neue Folge, Bd. 33.) Hamburg, ISBN 3-9809222-0-0.
- 2004: Hexen im Museum. Hexen heute. Hexen weltweit (= Mitteilungen aus dem Museum für Völkerkunde Hamburg. Neue Folge, Bd. 34.) Hamburg, ISBN 3-9809222-1-9.
- 2004: Hamburgs Tor zur Welt. 125 Jahre Museum für Völkerkunde Hamburg. Hamburg, ISBN 3-9809222-3-5.
- 2004: Die ersten 112 Jahre. Das Museum für Völkerkunde Hamburg (= Mitteilungen aus dem Museum für Völkerkunde Hamburg. Neue Folge Bd. 35. Hamburg ISBN 3-9809222-2-7)
- 2005: Die Welt des tibetischen Buddhismus (= Mitteilungen aus dem Museum für Völkerkunde Hamburg. Neue Folge, Bd. 36.) Hamburg, ISBN 3-9809222-4-3.
- 2006: Schätze der Anden. Die Inka-Galerie und die Schatzkammern im Museum für Völkerkunde Hamburg (= Mitteilungen aus dem Museum für Völkerkunde Hamburg. N. F. 37). Hamburg, ISBN 3-9809222-7-8.
- 2007: Mit Kamel und Kamera. Historische Orientfotografie 1864–1970 (= Mitteilungen aus dem Museum für Völkerkunde Hamburg. N.F. 38). Hamburg 2010, ISBN 3-9809222-8-6.
- 2010: Herz der Maya (= Mitteilungen aus dem Museum für Völkerkunde Hamburg. Neue Folge, Band 40.) ISBN 978-3-9812566-2-8.
- 2012: Das Haus Rauru. Meisterwerk der Maori (= Mitteilungen aus dem Museum für Völkerkunde Hamburg. N.F. 43). ISBN 978-3-9812566-9-7.
  - 2012: House Rauru. Masterpiece of the Maori (= Mitteilungen aus dem Museum für Völkerkunde Hamburg. N.F. 44). ISBN 978-3-9812566-8-0.
- 2013: Warum ist ein Museum für Völkerkunde wichtig für Hamburg? Was wird von einem Museum für Völkerkunde in Hamburg erwartet? (= Mitteilungen aus dem Museum für Völkerkunde Hamburg. N.F. Bd. 45). Museum für Völkerkunde Hamburg, Hamburg 2013, ISBN 978-3-944193-00-7.
- 2014: Blick ins Paradies. Historische Fotografien aus Polynesien / A Glimpse into Paradise. Historical Photographs of Polynesia (= Mitteilungen aus dem Museum für Völkerkunde Hamburg. N.F. Bd. 46.) Hamburg, ISBN 978-3-944193-01-4.
- 2015: Children of Tamus. Die Kinder der Tamus. A History of the Sulka in Papua New Guinea. Die Geschichte der Sulka in Papua-Neuguinea (= Mitteilungen aus dem Museum für Völkerkunde Hamburg. N.F. Bd. 48.) ISBN 978-3-944193-03-8.

mit Bernd Schmelz, Broder-Jürgen Trede, Carl Triesch
- 2006: Faszination Fußball. Eine Ausstellung im Museum für Völkerkunde Hamburg. Hamburg 2006, ISBN 3-9809222-5-1.
  - Fascination Football. Exhibition at the Museum für Völkerkunde Hamburg. Hamburg 2006, ISBN 3-9809222-6-X.

### Autorschaft

#### Töpfereiforschung
- 1974: Frauentöpferei in Spanien. In: Baessler-Archiv. N.F. Bd. 22, S. 335–441.
- 1985: Töpferöfen. Die Brennanlagen der traditionellen Töpfereien Spaniens. Arten, Verbreitung und Entwicklung. Bonn, ISBN 3-7749-2142-3.
- 1986: Töpfer, Ton und Teufel – Über Religion und Magie der spanischen Töpfer. In: Tribus. Bd. 35, S. 41–55.
- 1996: Formungstechniken in der indischen Töpferei. In: Hartwig Lüdtke, Rüdiger Vossen (Hrsg.): Töpferei und Keramikforschung, Bd. III (Töpfereiforschung zwischen Mittelmeer und Skandinavien. Beiträge des Internationalen Kolloquiums 1990 in Hamburg). S. 273–288.

#### Europa
- 1990: Europa – Überflüssiger Kontinent? Zur Planung der Dauerausstellung der Abteilung Europa des Museums für Völkerkunde Berlin. In: V. Harms u. a. (Hrsg.): Völkerkundemuseen 1990. (o. ISBN), S. 131–140.
- 1990: Was ist typisch für Europa oder: Wie stelle ich eine Idee im Museum aus? In: Tribus. Bd. 39, S. 165–171, ISSN 0082-6413.
- 1991: Was macht Europa aus? Ein ethnologisches Konzept zur Gründung eines Europamuseums. In: Tribus. Bd. 40, S. 195–206, ISSN 0082-6413.
- 1992: O que é que constitui e caracteriza a Europa? Um conceito etnológico, básico, para a criaçâo de um Museu Europeu. In: B. Pereira (Hrsg.) Homenagem a Ernesto Veiga de Oliveira. In: Trabalhos de Antropologia e Etnologia. Vol. 32., S. 29–45. Porto. (o. ISBN)
- 1999: Was ist Europa, wer Europäer? In: Das gemeinsame Haus Europa. Handbuch zur europäischen Kulturgeschichte. ISBN 3-423-30722-6, S. 18–29.

#### Portugal
- 1994: ‚Die Engel haben keine Flügel mehr‘ oder: Die Geschichte einer mühsamen Liebe oder: Wahre Hilfe kommt von unten. In: Zeitschrift für Kulturaustausch. 44. Jg. 1994/2. Vj./ Teil II, S. 223–226, Stuttgart, ISSN 0044-2976.
- 1995: ‚Ohne Essen gibt es kein Vergnügen‘ – Die ländliche portugiesische Küche. In: ABP Zeitschrift zur portugiesischen Welt. Heft 2/1995 (Regionalismus in Portugal). Frankfurt am Main, ISSN 0947-1723, S. 53–76.
- 1999: Hausfleiß und ländliches Handwerk am Beispiel Portugals. In: Das gemeinsame Haus Europa. Handbuch zur europäischen Kulturgeschichte. München, ISBN 3-423-30722-6, S. 768–774.
- 1999: Ländliche Möbel und ländlicher Hausrat in Portugal. In: Unser Europa (= Mitteilungen aus dem Museum für Völkerkunde Hamburg. Neue Folge, Bd. 29.) ISBN 3-86097-463-7, S. 233–245.

#### Museumskunde
- 1985: Die Sammlung von Hausmodellen der Abteilung Südasien des Museums für Völkerkunde, Berlin. In: Baessler-Archiv, N.F. Bd. 33, Berlin, ISSN 0005-3856, S. 239–338.
- 1989: Europa der Völker – Einheit in der Vielfalt. Berlin, ISBN 3-88609-148-1
- 1998: Ein Dach für alle Kulturen. Das Museum für Völkerkunde Hamburg. In: Museumskunde. Bd. 63. 2/98, ISSN 0027-4178, S. 25–31.
- 2001: Museum für Völkerkunde Hamburg: Treffpunkt der Kulturen. In: Museumskunde. Bd. 66, 2/01, Hrsg. Deutscher Museumsbund. Berlin, ISSN 0027-4178, S. 57–61.
- 2003: Die Fürsten ändern sich nicht, sie wechseln nur die Namen. Zur Diskussion um die Umbenennung von Völkerkundemuseen. In: Baessler-Archiv. Beiträge zur Völkerkunde. Bd. 49, 2001, Berlin, ISSN 0005-3856, S. 41–43.
- 2003: Das Konzept “Der innere Reichtum des Museums”. In: Hamburg:Südsee. Expedition ins Paradies (= Mitteilungen aus dem Museum für Völkerkunde Hamburg. Neue Folge Bd. 33). S. 9–15.
- 2006: Faszination Fußball. Der Beitrag des Museums für Völkerkunde Hamburg zum Kunst- und Kulturprogramm der Bundesregierung anlässlich der Fußball-WM 2006. In: Sportmuseum aktuell. Nr. 1/2, 2006, Leipzig (o. ISSN), S. 23–27.
- 2007: Haben Völkerkundemuseen eine Zukunft? In: Claus Deimel: (Hrsg.): Jahrbuch der Staatlichen Ethnographischen Sammlungen Sachsen. Band XLIV. Berlin, ISSN 1865-4347, S. 195–204.
- 2010: Challenges and possible answers for an old ethnographical museum in a modern European capital. In: The Past, Present and Future of the Ethnology Museums. International Museums of Ethnology Directors Symposium. The National Folk Museum of Korea. Seoul, (o. ISBN), S. 134–150.
- 2015: From Paternalism to Participation: Challenges and Chances of Modern Ethnological Museums. In: International Symposium to Commemorate the 10th anniversary of the International Journal of Intangible Heritage. Seoul (o. ISBN), S. 16–37.
- 2018: Wem gehört ein Völkerkundemuseum? Ein höchst subjektiver Essay. In: Elke Krüger, Claudia Kalka, Lars Frühsorge: Searching the Key. Die Suche nach einer Lösung. Festschrift für Brigitte Templin. Lübeck, ISBN 978-3-7528-2203-8, S. 81–87.
- 2020: Transkulturelle Beheimatung: Claus Friede und das Museum für Völkerkunde Hamburg. In: Dagmar Reichardt, Gudrun Thiessen-Schneider (Hrsg.): Follow Arts. Texte zu digitalen Welten und analogen Formaten von Claus Friede. Berlin, ISBN 978-3-631-81471-0, S. 479–428.

mit Regina Schäfer, Jörn Serbser, Siegfried Weischenberg (Hrsg.)
- 2011: Afrikaner in Hamburg. Eine Begegnung mit kultureller Vielfalt. Dokumentation zur Ausstellung. Hamburg, ISBN 978-3-9812566-4-2 Digitalisat.

mit Erhard Franz
- 1993: „Wie Blumen in der Wüste...“ Die Kultur der nomadischen Turkmenenstämme Zentralasiens. Mit Beiträgen von Dimitris Gallon und Ulrike Schelle. Hamburg. (o. ISBN)

#### Transkulturelle Kompetenz / Migrationsforschung
- 1995: Verständigung zwischen den Kulturen. Ethnologische Praxis im Hamburgischen Museum für Völkerkunde. In: Gerd Becker, Peter Karrer (Hrsg.): Fremdsein – hierzulande und anderswo. Ethnologische Perspektiven. Hamburg, S. 219–226.
- 2011: Der Entstehungsprozess aus der Sicht verschiedener beteiligter Institutionen. In: Gerd Köpke, Regina Schäfer, Jörn Serbser, Siegfried Weischenberg (Hrsg.): Afrikaner in Hamburg. Eine Begegnung mit kultureller Vielfalt. Dokumentation zur Ausstellung. Hamburg, S. 13.
- 2011: Vertrauen schaffen und erhalten. Der Beginn der Zusammenarbeit mit den afrikanischen Partnern. In: Wulf Köpke, Regina Schäfer, Jörn Serbser, Siegfried Weischenberg (Hrsg.): Afrikaner in Hamburg. Eine Begegnung mit kultureller Vielfalt. Dokumentation zur Ausstellung. Hamburg, S. 17–21.
- 2017: Innovative Formen polizeilicher Arbeit mit Migranten. In: Hans-Jürgen Kerner, Erich Marks (Hrsg.): Internetdokumentation des Deutschen Präventionstages. Hannover 2017, Digitalisat
- 2017: „Und, was nützt uns das in der Praxis?“ Transkulturelles Arbeiten als Ethnologe bei der Polizei Hamburg. In: Alexander Bosch, Jonas Grutzpalk, Thomas Georg Müller (Hrsg.): Interkulturelle Kompetenz für die Polizei – die Perspektiven von Politik, Polizei, Minderheiten und Lehre. Reihe: Polizei. Wissen. Themen polizeilicher Bildung. Verlag für Polizeiwissenschaft, Bielefeld, S. 31–34.
- 2018: Innovative Formen polizeilicher Arbeit mit Migranten. Das Hamburger Flüchtlingsprojekt „Vermittlung von Werten und Kriterien für sozialen und beruflichen Erfolg in Deutschland“. In: Erich Marks, Helmut Fünfsinn (Hrsg.): Prävention & Integration. Ausgewählte Beiträge des 22. Deutschen Präventionstages 2017. S. 341–349.
- 2020: Das Institut für Transkulturelle Kompetenz. Ein innovativer Ansatz Hamburger Polizeiarbeit. Bd. 1–3. Hamburg, ISBN 978-3-9822192-0-2.